# Urophora spoliata
Urophora spoliata är en tvåvingeart som först beskrevs av Alexander Henry Haliday 1838.  Urophora spoliata ingår i släktet Urophora och familjen borrflugor. Inga underarter finns listade i Catalogue of Life.